# أودينا (برشلونة)
بلدية أودينا (بالكاتالانية: Òdena) هي إحدى بلديات مقاطعة برشلونة، والتي تقع في منطقة كاتالونيا، شرق إسبانيا.
يبلغ عدد سكانها 3.161 نسمة وفقاً لإحصائية سنة (2007).